# St-Romain (Blaye)

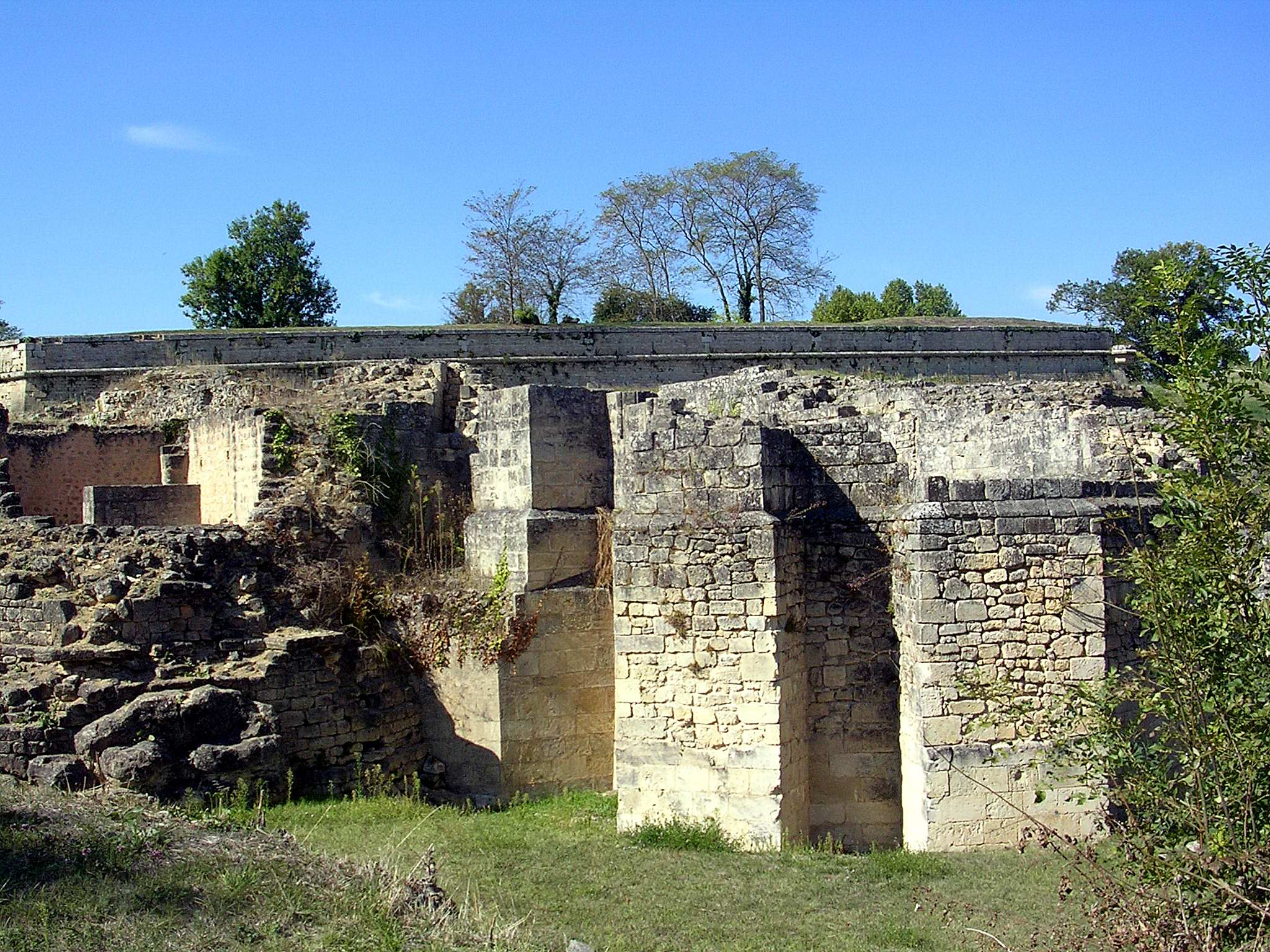
Ruinen der Basilika

 Die Basilika Saint-Romain in Blaye an der Gironde stammt aus der zweiten Hälfte des 4. Jahrhunderts. Sie wurde als Grabeskirche in zwei Etagen für den Asketen Romanus (Saint Romain) errichtet, der als Missionar der Landschaft Blayais angesehen wird. 
Später wurde Saint-Romain zur Nekropole der merowingischen Könige von Aquitanien, hier sind Charibert II. († 632) und sein Sohn Chilperich beerdigt. Der Überlieferung zufolge ist Saint-Romain auch die Kirche, in der im Jahr 778 Hruotland (Roland), der in der Schlacht von Roncesvalles gefallene Graf der Bretonischen Mark, bestattet wurde. Im 9. Jahrhundert wurden die Reste des heiligen Sicharius in die Krypta umgebettet.
Im Mittelalter war die Basilika Saint-Romain dann eine der Stationen auf dem Jakobsweg, konkret der Via Turonensis nach Santiago de Compostela. Nach schweren Beschädigungen während der Hugenottenkriege erfolgte im 16. Jahrhundert ein Wiederaufbau, obwohl die Bedeutung der Kirche als Ziel der Pilger allmählich zum Erliegen kam. Ende des 17. Jahrhunderts wurde die Basilika schließlich abgerissen, um Platz für das Glacis der Zitadelle von Blaye zu schaffen.
Bei archäologischen Grabungen, die 1969 begannen, wurden die Fundamente der Basilika wiederentdeckt. Darüber hinaus kamen mehrere Kapitelle zum Vorschein, die aus dem 6. bis 9. Jahrhundert stammen und heute im archäologischen Museum ausgestellt sind.
Die Basilika wurde ab 1667 durch die Kirche Sainte-Romain ersetzt, die heutige Pfarrkirche von Blaye.